# هنر جنگ (فیلم)
هنر جنگ (انگلیسی: The Art of War) فیلمی در ژانر جاسوسی و دلهره‌آور سیاسی به کارگردانی کریستیان دوگای است که در سال ۲۰۰۰ منتشر شد. پس از این فیلم، دو دنباله به صورت فیلم ویدئویی تحت نام‌های هنر جنگ ۲: خیانت (۲۰۰۸) و هنر جنگ ۳: مجازات (۲۰۰۹) ساخته شد.

## داستان
شاو (وسلی اسنایپس)، عامل نیروهای جاسوسی ایالات متحده آمریکایی و از روش‌های نه چندان اخلاقی برای انجام وظایفش استفاده می‌کند. وقتی یک کشتی پر از جنازه‌های پناهجویان ویتنامی در اسکله پیدا می‌شود و همچنین سفیر چین در مهمانی ای که برای جشن گرفتن قراردادی بین چین و آمریکا ترتیب داده شده ترور می‌شود، برای شاو پاپوش می‌دوزند و او را به قتل متهم می‌کنند. حال او باید از دست اف‌بی‌آی و گروه‌های خلافکار فرار کند تا بفهمد داستان واقعی چیست و چه کسی پشت این قضیه است.

## بازیگران
- وسلی اسنایپس
- آن آرچر
- مائوری چایکین
- مری متیکو
- کری هیرویوکی تاگاوا
- جیمز هنگ
- مایکل بین
- دونالد ساترلند

## بازخوردها
این فیلم در رتبه دوم پس از آن را روشن کنید قرار گرفت و در آخر هفته افتتاحیه خود در ایالات متحده ۱۰٫۴۱۰٫۹۹۳ دلار به دست آورد. هنر جنگ به فروش ۴۰٫۴ میلیون دلاری در سرتاسر جهان ادامه داد و نتوانست بودجه ۶۰ میلیون دلاری خود را بازگرداند.
- در راتن تومیتوز، گزارش می‌دهد که از ۸۰ منتقد مورد بررسی، نقد مثبتی به فیلم داده‌اند. میانگین امتیاز ۳٫۹ از ۱۰ است.[۴]
- در متاکریتیک بر اساس ۲۳ بررسی، امتیاز ۳۰ از ۱۰۰ را دارد به‌طور کلی نامطلوب ارزیابی کرد.[۵]